# Плашайд
Плашайд (нем. Plascheid) — община в Германии, в земле Рейнланд-Пфальц. 
Входит в состав района Айфель-Битбург-Прюм. Подчиняется управлению Нойербург.  Население составляет 87 человек (на 31 декабря 2010 года). Занимает площадь 3,37 км².